# Barley water
Barley water är en läskande dryck som görs på kornavkok, citron och honung, och som i första hand påträffas i Storbritannien.
Det lär ha varit nykteristen kung Gustaf VI Adolfs favoritdryck, och kallas ibland för Kungavatten.